# دانيال إنجلاند
دانيال إنجلاند (بالإنجليزية: Daniel England)‏ هو سياسي أمريكي، ولد في 1 يوليو 1868 في بيتسفيلد في الولايات المتحدة، وتوفي في 7 فبراير 1948. حزبياً، نشط في الحزب الديمقراطي. وقد انتخب عضو مجلس نواب ماساتشوستس.